# Nevo di Sutton
Il nevo di Sutton è una lesione benigna costituita da un nevo, rosa o marrone, circondato da un alone depigmentato.

## Epidemiologia
Il nevo di Sutton è comune, in particolare negli adolescenti. L'età media di insorgenza è di 15 anni. Si stima che i nevi di Sutton colpiscono circa l'1% della popolazione, e si trovano ad essere più diffusi nelle persone con vitiligine, melanoma, o sindrome di Turner. Tutte le etnie e i sessi sono ugualmente sensibili a questa malattia, anche se è stata segnalata una tendenza familiare.

## Eziologia
I nevi di Sutton sono causati dalla risposta immunitaria dell'organismo nei confronti di un nevo, in particolare da parte di linfociti T attivati. La causa dell'attacco è ignota.

## Istopatologia
Si riscontra un notevole infiltrato linfocitario misto a melanociti presso l'alone del nevo. Si riscontrano inoltre numerose cellule istiocitarie.

## Clinica
Attorno ad un nevo  preesistente si assiste alla formazione di un alone depigmentato, in genere regolare. Il nevo di Sutton è spesso multiplo e in sede dorsale. Nel corso di alcuni mesi il nevo centrale scompare gradualmente lasciando un'area non pigmentata che può rimanere tale per tutta la vita o ritornare in parte o del tutto normale.

## Trattamento
Non è richiesto nessun trattamento, se non per ragioni esclusivamente estetiche. Si raccomanda di utilizzare filtri solari per schermare l'area depigmentata del nevo, più suscettibile a scottature.